# AtlanSTIC
Vous pouvez aider à l'améliorer ou bien discuter des problèmes sur sa page de discussion.
- Le fond est à vérifier. Si vous venez d’apposer le bandeau, merci d’indiquer ici les points à vérifier. (Marqué depuis novembre 2021)

Vous pouvez aider à l'améliorer ou bien discuter des problèmes sur sa page de discussion.
- Il ne cite pas suffisamment ses sources. Vous pouvez indiquer les passages à sourcer avec {{référence nécessaire}} ou {{Référence souhaitée}}, et inclure les références utiles en les liant aux notes de bas de page. (Marqué depuis décembre 2011)
- Il est à actualiser. Certains passages sont obsolètes ou annoncent des événements désormais passés. (Marqué depuis avril 2022)

- Archive Wikiwix
- Bing
- Cairn
- DuckDuckGo
- E. Universalis
- Gallica
- Google
- G. Books
- G. News
- G. Scholar
- Persée
- Qwant
- (zh) Baidu
- (ru) Yandex
- (wd) trouver des œuvres sur Wikidata

La fédération AtlanSTIC est une fédération de recherche en informatique et cybernétique.
Ses quatre axes de recherche majeurs sont :
- Décision ;
- Logiciel ;
- Interaction ;
- Robotique.

Elle a été créée en 2006 par le CNRS, l'Université de Nantes, École centrale de Nantes, École des Mines de Nantes, l'Université d'Angers. Les laboratoires fondateurs de la fédération sont : le LINA (UMR6241) et l'IRCCyN (UMR6597). Riche de cette expérience fructueuse en Loire Atlantique, AtlanSTIC acquiert en 2012 un taille régionale par l'intégration de 2 laboratoires angevins : le LISA et le LERIA.
À la création des instituts du CNRS, INS2I (Institut des Sciences de l'information et de leurs Interactions) et INSIS, (Institut des Sciences de l'ingénierie et des Systèmes), la fédération a choisi de demander le rattachement principal d’AtlanSTIC à l’INS2I et son rattachement secondaire à l’INSIS.

## Laboratoires partenaires
En 2012

### L’IRCCyN
L’institut de Recherche en Communications et Cybernétique de Nantes est une unité mixte de recherche du CNRS (UMR 6597) depuis 1968. L’institut compte 217 membres, dont 96 chercheurs et enseignants-chercheurs, 98 doctorants et 24 administratifs.

### LeLINA
Créé en 2004, Le Laboratoire d'Informatique de Nantes Atlantique (UMR CNRS 6241) est un laboratoire en « sciences et technologies du logiciel » avec un effectif global de 162 membres (80 chercheurs et enseignants-chercheurs, 74 doctorants et 8 administratifs et techniciens).

### LeLERIA
le Laboratoire d'Étude et de Recherche en Informatique d'Angers est une structure de recherche ayant le statut d'équipe d'accueil du Ministère de la Recherche (UPRES EA 2645). En 2011 le LERIA compte  40 personnes, dont 20 enseignants-chercheurs, 17 doctorants/post-doctorants/ATER et 3 IATOSS.

### Le LISA
Créé en 1990, le Laboratoire d'Ingénierie des Systèmes Automatisés est une équipe d'accueil de l'Université d'Angers. Il compte en 2011 pas loin de 70 membres dont 33 enseignants-chercheurs et 22 doctorants.